# Румели хисар
Румели хисар (такође позната као Румелијанска тврђава и тврђава Румелихисари) или тврђава Богазкесен (дословно „тврђава која сече мореуз“) је средњовековна османска тврђава која се налази у Истанбулу, у Турској, на низу брда на европским обалама Босфора. Тврђава је такође дала име непосредном насељу око ње у градском округу Саријер.
Замишљен и изграђен између 1451. и 1452. године нове ере по наређењу султана Мехмеда II, комплекс је наручен за планирану османску опсаду тадашњег византијског града Константинопоља, са циљем пресецања поморске војне и логистичке помоћи која би потенцијално могла да стигне Византинцима преко Босфорског мореуза, па отуда и алтернативни назив тврђаве, „Богазкесен“, односно замак који „сече мореуз“. Њена старија сестринска грађевина, Анадолијски хисар („Анадолијска тврђава“), налази се на супротним обалама Босфора, а две тврђаве су сарађивале током последње опсаде и пада Константинопоља како би угушиле сав поморски саобраћај дуж Босфора, помажући тако Османлијама да остваре свој циљ да град Константинопољ (касније преименован у Истанбул) учине својом новом царском престоницом 1453. године.
Након османског освајања града, Румели хисар је служио као царински пункт, а повремено и као затвор, посебно за амбасаде држава које су биле у рату са Царством. Након што је претрпела велику штету у Великом земљотресу 1509. године, структура је поправљена и непрекидно је коришћена до краја 19. века.
Данас је тврђава популарни музеј отворен за јавност, а служи и као место на отвореном за сезонске концерте, уметничке фестивале и посебне догађаје.

## Историја

### Изградња
Османлије су добро знале потребу за стратешки важном тврђавом на Босфору, јер су крајем 14. века почеле да гаје намере да освоје Константинопољ као нову престоницу за своје тадашње царство у настајању. У претходном османском покушају освајања града, султан Мурат II (1421–1444, 1446–1451) наишао је на потешкоће због блокаде Босфора од стране византијске флоте. Научивши важност поморске стратегије из овог ранијег покушаја, султан Мехмед II (1444–1446, 1451–1481), син Мурата II, почео је да планира нову офанзиву одмах након свог ступања на престо 1451. године.
Као одговор на крунисање амбициозног младог султана, византијски цар Константин XI (1449–1453), у класичном византијском дипломатском потезу, запретио је Османлијама још једним потенцијалним грађанским ратом ослобађањем Орхана (претендента на османски престо).
Овај потез Византинаца виђен је као узрок за рат и стога је Мехмед наставио са плановима освајања Цариграда тако што је прво наручио изградњу велике тврђаве која би се користила за контролу целокупног морског саобраћаја дуж Босфора и која би сарађивала са старијом Анадоли хисар (Анадолијском тврђавом) на мореузу како би спречила било какву могућу поморску помоћ да стигне до Цариграда током последње османске опсаде града 1453. године, посебно из ђеновских колонија дуж Црног мора, као што су Феодосија (Кафа), Синоп и Амасра.
Брзо је одлучено да место за нову тврђаву буде најужа тачка Босфора, где је мореуз широк само 660 м. Високо брдо на европским обалама мореуза не само да је олакшавало контролу пловног пута, већ је имало и предност што се налазило директно преко пута Анадолијског хисара („Анадолске тврђаве“) на анадолијским (тј. азијским) обалама Босфора; старије османске тврђаве коју је између 1393. и 1394. године изградио султан Бајазит I. Историјски гледано, на врху брда где је требало да буде изграђен Румели хисар налазило се римско утврђење, које су касније Византинци и Ђеновљани користили као затвор. Касније је ту изграђен манастир.
Изградња је почела 15. априла 1452. године. Планови грађевине из ваздуха представљају иницијале Мехмеда и Мухамеда. Свака од три главне куле добила је име по краљевском везиру који је надгледао њену изградњу; Садразам Чандарли Халил-паша, који је саградио велику кулу поред капије; Заган-паша, који је саградио јужну кулу; и Сариџа-паша, који је саградио северну кулу. Султан је лично надгледао активности на локалитету.

### Архитектура
Утврђење Румели хисар има једну малу кулу, три главне куле и тринаест малих осматрачница постављених на зидинама које повезују главне куле. Једна осматрачница је у облику четвороугаоне призме, шест осматрачница су обликоване као призме са више углова, а шест осталих су цилиндричне.
Главна кула на северу, Сариџа-пашина кула, је цилиндричног облика, пречника 23,30 м, зидови који су дебљине 7 м, и има укупно 9 спратова који достижу висину од 28 м. Данас је ова кула позната и као Фатихова („Освајачка“) кула, по презимену султана Мехмеда II. Велика кула на обали у средишту тврђаве, Халил-пашина кула, је дванаестоугаона призма и такође има 9 спратова. Висока је 22 м, пречника 23,30 м и зидова дебљине 6,5 м. Главна кула на југу, Заган-пашина кула, има 8 спратова. Ова цилиндрична кула је висока 21 м и има пречник од 26,70 м, и зидове дебљине 5,70 м. Простор унутар сваке куле био је подељен дрвеним подовима, а сваки је имао пећ. Конусни дрвени кровови покривени оловом првобитно су крунисали куле, мада они нису сачувани до данас.
Спољни зидови тврђаве су дугачки 250 м од севера до југа, и варирају између 50 и 125 м од истока ка западу. Укупна површина комплекса је 31.250 м2.
Тврђава је имала троја главних врата поред главних кула, једна бочна и двоје тајних врата за арсенал и подруме са храном поред јужне куле. Постојале су дрвене куће за војнике и мала џамија, коју је султан даровао у време изградње. Од првобитне џамије је остало само осовина минарета, док мала џамија, додата средином 16. века, није сачувана. Од тада је на том месту изграђена нова џамија. Вода је до тврђаве довођена из велике цистерне испод џамије и дистрибуирана кроз три зидне фонтане, од којих је остала само једна. Две натписне плоче су причвршћене за зидове.
Тврђава се првобитно звала „Богазкесен“, што дословно значи „сече мореуз“, односећи се на Босфорски мореуз. Име носи секундарно и језивије значење; јер boğaz не значи само мореуз већ и „грло“ на турском.
Касније је преименована у Румели хисар, што значи „Тврђава на земљи Римљана“, односно византијске Европе, или Балканског полуострва.

### Употреба у прошлости
У тврђави је био стациониран батаљон од 400 јаничара, а велики топови су били смештени у Халил-пашиној кули, главној кули на обали. Након што је завршио своје тврђаве, Мехмед је почео да наплаћује данак бродовима који су пролазили у домету њихових топова. Млетачки брод који је игнорисао сигнале за заустављање потопљен је једним хицем, а сви преживели морнари су обезглављени, осим капетана, који је набијен на колац и постављен као људско страшило као упозорење осталим морнарима у мореузу. Ови топови су касније коришћени све до друге половине 19. века за дочек султана када је пролазио морем.
Након освајања Цариграда, тврђава је служила као царински пункт. Румели хисар, намењен контроли проласка бродова кроз мореуз, на крају је изгубио свој стратешки значај када је други пар тврђава изграђен даље уз Босфор, где се мореуз спаја са Црним морем. У 17. веку коришћен је као затвор, првенствено за стране ратне заробљенике. Румели хисар је делимично уништен у земљотресу 1509. године, али је убрзо након тога поправљен. Године 1746, пожар је уништио све дрвене делове у две главне куле. Тврђаву је поправио султан Селим III (1761–1807). Ново стамбено насеље је формирано унутар тврђаве након што је напуштена у 19. веку.

### Модерна историја
Године 1953, по наређењу председника Џелала Бајара, становници су пресељени, а опсежни радови на рестаурацији почели су 16. маја 1955. године, који су трајали до 29. маја 1958. године. Од 1960. Румели хисар је музеј.
Мост Фатиха Султана Мехмеда, назван по османском султану који је наручио изградњу Румели хисара и освојио град, налази се близу тврђаве, северно.
Тврђава је била приказана на разним турским новчаницама током 1939–1986.

## Галерија
- Улаз у Румели хисар
- Кула Халил-паше
- Поглед на Румели хисар са Босфором
- Кула Сариџа-паше
- Мала кула Заган-паше
- Унутрашњост куле Заган-паше
- Фатихова џамија у Румели хисару
- Минарет изнад цистерне